# Хенераль-Донован (департамент)
Департамент Хенераль-Донован  (исп. Departamento de General Donovan) — департамент в Аргентине в составе провинции Чако.
Территория — 1487 км². Население — 13490 человек. Плотность населения — 9,10 чел./км².
Административный центр — Макалье.

## География
Департамент расположен на востоке провинции Чако.
Департамент граничит:
- на севере — с департаментом Сархенто-Кабраль
- на востоке — с департаментом Примеро-де-Майо
- на юге — с департаментом Либертад
- на западе — с департаментом Пресиденсия-де-ла-Пласа

## Административное деление
Департамент включает 4 муниципалитета:
- Макалье
- Ла-Эскондида
- Ла-Верде
- Лапачито

## Важнейшие населенные пункты[3]
| № | Населённый пункт | Населённый пункт (исп.) | Категория | Население чел. (2010) | На карте                        |
| - | ---------------- | ----------------------- | --------- | --------------------- | ------------------------------- |
| 1 | Макалье          | Makallé                 | город     | 4 322                 | 27°12′28″ ю. ш. 59°17′17″ з. д. |
| 2 | Ла-Эскондида     | La Escondida            | город     | 3 261                 | 27°06′09″ ю. ш. 59°26′44″ з. д. |
| 3 | Ла-Верде         | La Verde                | город     | 2 717                 | 27°07′34″ ю. ш. 59°22′32″ з. д. |
| 4 | Лапачито         | Lapachito               | поселок   | 888                   | 27°09′37″ ю. ш. 59°23′14″ з. д. |